# مدغم أبو شيبة
مدغم بن عايض أبو شيبه السبيعي واختصاراً مدغم أبو شيبة شاعر سعودي، ولد في الرياض عام 1395 هـ. بدأ كتابة ونشر الشعر الشعبي عام 1419 هـ في الصحف والمجلات الشعرية. وشارك في كثير من الأمسيات داخل وخارج السعودية، وصدر له ديوان صوتي اسمه (سمي الزعفران).

## أمسيات ومشاركات
شارك في كثير من الأمسيات من أبرزها:
- أمسيات مهرجان هلا فبراير في الكويت عام 2008.[5]
- أمسيات ملتقى دبي للشعر الشعبي عام 2011.[6]
- أمسيات مهرجان الجنادرية عام 2009.[7]
- أمسية معرض الصقور والصيد السعودي ضمن موسم الرياض عام 2019.[8]
- أمسية (مهرجان صيف نجران 35) عام 2014.[9]
- عضو في لجنة تحكيم برنامج مسابقة (البيت) الشعري عام 2014.[10]
- عضو في لجنة تحكيم برنامج «معلقة 45» عام 2023م.[11]